# Llista de topònims d'Igualada
Llista de topònims (noms propis de lloc) del municipi d'Igualada, a l'Anoia
Informació actualitzada per un bot. Els canvis manuals es perdran quan s'actualitzi!

## carrer
| imatge | Nom                            | Ubicat a | instància de | Detalls                     | coordenades                                                         | Protecció                                  | Commons (més fotos)                           | Dades a WD                    |
| ------ | ------------------------------ | -------- | ------------ | --------------------------- | ------------------------------------------------------------------- | ------------------------------------------ | --------------------------------------------- | ----------------------------- |
|        | Passeig Mossèn Cinto Verdaguer | Igualada | carrer       |                             | 41° 34′ 50″ N, 1° 37′ 19″ E / 41.5806°N,1.62206°E                   | bé integrant del patrimoni cultural català | Passeig de Mossèn Jacint Verdaguer (Igualada) | Modifica les dades a Wikidata |
|        | Travessia de Sant Roc          | Igualada | carrer       | Estil: arquitectura popular | 41° 34′ 42″ N, 1° 37′ 03″ E / 41.5783°N,1.61746°E                   | bé cultural d'interès local                | Travessia de Sant Roc (Igualada)              | Modifica les dades a Wikidata |
|        | carrer Garcia Fossas           | Igualada | carrer       | Estil: arquitectura popular | 41° 34′ 47″ N, 1° 36′ 58″ E / 41.5796°N,1.61618°E                   | bé integrant del patrimoni cultural català | Casa al carrer Garcia Fossas, 3               | Modifica les dades a Wikidata |
|        | carrer Soledat                 | Igualada | carrer       |                             | 41° 34′ 40″ N, 1° 37′ 19″ E / 41.5779°N,1.62203°E                   |                                            | Carrer de la Soledat (Igualada)               | Modifica les dades a Wikidata |
|        | carrer del Rec                 | Igualada | carrer       | Estil: arquitectura popular | 41° 34′ 35″ N, 1° 36′ 54″ E / 41.5763°N,1.61511°E                   | bé integrant del patrimoni cultural català | Rec d'Igualada                                | Modifica les dades a Wikidata |
|        | passatge del Forn              | Igualada | carrer       | Estil: arquitectura popular | 41° 34′ 44″ N, 1° 37′ 01″ E / 41.579°N,1.617°E ca:Passatge del Forn | bé cultural d'interès local                | Passatge del Forn (Igualada)                  | Modifica les dades a Wikidata |

## casa
| imatge | Nom                                                 | Ubicat a | instància de | Detalls                                                                                           | coordenades | Protecció                                  | Commons (més fotos)                                 | Dades a WD                    |
| ------ | --------------------------------------------------- | -------- | ------------ | ------------------------------------------------------------------------------------------------- | --- | ------------------------------------------ | --------------------------------------------------- | ----------------------------- |
|        | Ca l'Artés                                          | Igualada | casa         | Estil: arquitectura popular                                                                       | 41° 34′ 58″ N, 1° 36′ 50″ E / 41.5828°N,1.61401°E                                                                                 | bé integrant del patrimoni cultural català | Ca l'Artés (Igualada)                               | Modifica les dades a Wikidata |
|        | Ca l'Homs                                           | Igualada | casa         | Estil: noucentisme Estat: enderrocat o destruït                                                   | 41° 34′ 44″ N, 1° 37′ 11″ E / 41.5788°N,1.61967°E                                                                                 | bé integrant del patrimoni cultural català |                                                     | Modifica les dades a Wikidata |
|        | Cal Blay                                            | Igualada | casa         | Estil: arquitectura modernista                                                                    | 41° 34′ 46″ N, 1° 37′ 01″ E / 41.5794°N,1.61704°E                                                                                 | bé cultural d'interès local                | Cal Blay (Igualada)                                 | Modifica les dades a Wikidata |
|        | Cal Borrasset                                       | Igualada | casa         | Arquitecte: Josep Pausas i Coll Estil: arquitectura modernista 1917                               | 41° 34′ 58″ N, 1° 36′ 58″ E / 41.582792°N,1.616143°E ca:Passeig de Mossèn Jacint Verdaguer, 1-3 - carrer de Santa Caterina, 64-66 | bé cultural d'interès local                | Casa Borràs (Igualada)                              | Modifica les dades a Wikidata |
|        | Cal Capell                                          | Igualada | casa         | Arquitecte: Ignasi Colomer i Oms Estil: arquitectura modernista 1910s                             | 41° 34′ 45″ N, 1° 37′ 00″ E / 41.5792°N,1.61673°E ca:carrer Nou, 15                                                               | bé cultural d'interès local                | Casa Antoni Capell                                  | Modifica les dades a Wikidata |
|        | Cal Farran                                          | Igualada | casa         | Estil: neoclassicisme 20th century                                                                | 41° 34′ 57″ N, 1° 36′ 57″ E / 41.582442°N,1.615776°E ca:C. Joan Maragall, 1 323 msnm                                              | bé cultural d'interès local                | Cal Farran (Igualada)                               | Modifica les dades a Wikidata |
|        | Cal Franquesa                                       | Igualada | casa         | Estil: arquitectura modernista                                                                    | 41° 34′ 43″ N, 1° 37′ 08″ E / 41.5786°N,1.61899°E ca:Roser, 1 / Custiol, 9                                                        | bé cultural d'interès local                | Ca la Mamita (Cal Franquesa)                        | Modifica les dades a Wikidata |
|        | Cal Jepus                                           | Igualada | casa         | Arquitecte: Enric Sagnier i Villavecchia Estil: arquitectura modernista 1907                      | 41° 34′ 45″ N, 1° 37′ 01″ E / 41.579193°N,1.61691°E ca:Carrer Nou, 26                                                             | bé cultural d'interès local                | Cal Jepus (Igualada)                                | Modifica les dades a Wikidata |
|        | Cal Maurici                                         | Igualada | casa         | Arquitecte: Josep Pausas i Coll Estil: arquitectura modernista 1919                               | 41° 34′ 56″ N, 1° 37′ 01″ E / 41.5821°N,1.61706°E ca:Pg. Verdaguer / Sant Magí                                                    | bé integrant del patrimoni cultural català | Cal Maurici (Igualada)                              | Modifica les dades a Wikidata |
|        | Cal Maurici de la plaça de l'Ajuntament             | Igualada | casa         | Estil: arquitectura modernista                                                                    | 41° 34′ 44″ N, 1° 37′ 02″ E / 41.5789°N,1.61722°E                                                                                 | bé integrant del patrimoni cultural català | Cal Maurici (plaça Ajuntament)                      | Modifica les dades a Wikidata |
|        | Cal Parera                                          | Igualada | casa         | Estil: arquitectura popular                                                                       | 41° 34′ 44″ N, 1° 37′ 06″ E / 41.579°N,1.61847°E                                                                                  | bé cultural d'interès local                | Cal Parera (Igualada)                               | Modifica les dades a Wikidata |
|        | Cal Pericales                                       | Igualada | casa         |                                                                                                   | 41° 34′ 43″ N, 1° 37′ 01″ E / 41.578731°N,1.616929°E                                                                              | bé cultural d'interès local                | Edifici d'habitatges a la plaça de l'Ajuntament, 10 | Modifica les dades a Wikidata |
|        | Cal Poncell-Castelltort                             | Igualada | casa         | Estil: arquitectura modernista                                                                    | 41° 34′ 43″ N, 1° 37′ 03″ E / 41.5785°N,1.61754°E                                                                                 | bé integrant del patrimoni cultural català | Cal Poncell-Castelltort                             | Modifica les dades a Wikidata |
|        | Cal Ratés                                           | Igualada | casa         | Arquitecte: Isidre Gili i Moncunill Pau Salvat i Espasa Estil: arquitectura modernista            | 41° 34′ 42″ N, 1° 37′ 05″ E / 41.578461°N,1.617997°E ca:Santa Maria, 10 / Pl. Sant Miquel, 8                                      | bé cultural d'interès local                | Cal Ratés (carrer Santa Maria, Igualada)            | Modifica les dades a Wikidata |
|        | Cal Roure                                           | Igualada | casa         | Estil: arquitectura popular                                                                       | 41° 34′ 43″ N, 1° 37′ 01″ E / 41.5786°N,1.61691°E                                                                                 | bé integrant del patrimoni cultural català | Cal Roure (Igualada)                                | Modifica les dades a Wikidata |
|        | Cal Sabater                                         | Igualada | casa         | Estil: arquitectura modernista                                                                    | 41° 34′ 47″ N, 1° 37′ 04″ E / 41.5796°N,1.61778°E ca:Rambla de Sant Isidre, 37                                                    | bé cultural d'interès local                | Casa Grau (Igualada)                                | Modifica les dades a Wikidata |
|        | Cal Senyor Magí                                     | Igualada | casa         | Estil: arquitectura modernista                                                                    | 41° 34′ 44″ N, 1° 37′ 04″ E / 41.5789°N,1.61774°E ca:Born, 5                                                                      | bé cultural d'interès local                | Cal Senyor Magí (Igualada)                          | Modifica les dades a Wikidata |
|        | Cal Sistaré                                         | Igualada | casa         | Arquitecte: Isidre Gili i Moncunill Estil: arquitectura modernista 1903                           | 41° 34′ 41″ N, 1° 37′ 13″ E / 41.5781°N,1.62041°E ca:carrer Soledat, 10                                                           | bé cultural d'interès local                | Cal Sistaré (Igualada)                              | Modifica les dades a Wikidata |
|        | Can Rovira                                          | Igualada | casa         | Estil: arquitectura popular                                                                       | 41° 34′ 44″ N, 1° 37′ 01″ E / 41.5788°N,1.61708°E ca:Plaça de l'Ajuntament, 8-10                                                  | bé cultural d'interès local                | Can Rovira (Igualada)                               | Modifica les dades a Wikidata |
|        | Carrer Sant Magí, 56                                | Igualada | casa         | Estil: arquitectura modernista                                                                    | 41° 34′ 57″ N, 1° 37′ 02″ E / 41.5825°N,1.61724°E                                                                                 | bé integrant del patrimoni cultural català | Casa al carrer Sant Magí, 56 (Igualada)             | Modifica les dades a Wikidata |
|        | Casa Aleix Gabarró                                  | Igualada | casa         | Arquitecte: Josep Maria Pujol i de Barberà Pau Riera i Galtés Estil: arquitectura modernista 1902 | 41° 34′ 48″ N, 1° 36′ 55″ E / 41.57996°N,1.615395°E ca:Rambla Nova, 27                                                            |                                            |                                                     | Modifica les dades a Wikidata |
|        | Casa Balcells                                       | Igualada | casa         | Estil: arquitectura modernista                                                                    | 41° 34′ 40″ N, 1° 37′ 20″ E / 41.5778°N,1.62234°E                                                                                 | bé cultural d'interès local                | Casa Balcells (Igualada)                            | Modifica les dades a Wikidata |
|        | Casa Bartomeu Biosca                                | Igualada | casa         | Estil: arquitectura eclèctica                                                                     | 41° 34′ 47″ N, 1° 36′ 58″ E / 41.579648°N,1.616175°E ca:Carrer Garcia Fossas, 1                                                   | bé cultural d'interès local                | Edifici d'habitatges a la rambla Nova, 42           | Modifica les dades a Wikidata |
|        | Casa Casadesús                                      | Igualada | casa         | Arquitecte: Pau Riera i Galtés Estil: arquitectura modernista 1905                                | 41° 34′ 48″ N, 1° 36′ 49″ E / 41.579972°N,1.613691°E ca:Rambla Sant Ferran, 60                                                    | bé cultural d'interès local                | Casa Casadesús (Igualada)                           | Modifica les dades a Wikidata |
|        | Casa Enrich Martí                                   | Igualada | casa         |                                                                                                   | 41° 34′ 46″ N, 1° 37′ 07″ E / 41.579526°N,1.61865°E                                                                               | bé integrant del patrimoni cultural català | Casa Enrich Martí                                   | Modifica les dades a Wikidata |
|        | Casa Joan Godó                                      | Igualada | casa edifici | Arquitecte: Josep Pausas i Coll Estil: arquitectura modernista arquitectura eclèctica 1912        | 41° 34′ 45″ N, 1° 37′ 09″ E / 41.579193°N,1.619139°E ca:Rambla General Vives, 4 313 msnm                                          | bé cultural d'interès local                | Casa Godó (Igualada)                                | Modifica les dades a Wikidata |
|        | Casa Massagué                                       | Igualada | casa         | Estil: arquitectura modernista                                                                    | 41° 34′ 41″ N, 1° 37′ 16″ E / 41.578°N,1.62118°E                                                                                  | bé cultural d'interès local                | Casa Massagué (Igualada)                            | Modifica les dades a Wikidata |
|        | Casa Munguet                                        | Igualada | casa         | Arquitecte: Pau Riera i Galtés Estil: arquitectura modernista 1901                                | 41° 34′ 43″ N, 1° 37′ 00″ E / 41.5786°N,1.61666°E ca:carrer d'Argent, 30                                                          | bé cultural d'interès local                | Casa Munguet (Igualada)                             | Modifica les dades a Wikidata |
|        | Casa Noguera                                        | Igualada | casa         | Estil: modernisme català                                                                          | 41° 34′ 41″ N, 1° 37′ 14″ E / 41.5781°N,1.62058°E                                                                                 | bé integrant del patrimoni cultural català | Casa Noguera (Igualada)                             | Modifica les dades a Wikidata |
|        | Casa Padró i Serrals                                | Igualada | casa         | Estil: arquitectura popular                                                                       | 41° 34′ 41″ N, 1° 37′ 04″ E / 41.578°N,1.61788°E                                                                                  | bé integrant del patrimoni cultural català | Casa Padró i Serrals                                | Modifica les dades a Wikidata |
|        | Casa Palmes                                         | Igualada | casa         | Estil: modernisme català                                                                          | 41° 34′ 39″ N, 1° 37′ 23″ E / 41.5776°N,1.62303°E                                                                                 | bé integrant del patrimoni cultural català | Casa Palmes (Igualada)                              | Modifica les dades a Wikidata |
|        | Casa Palmés                                         | Igualada | casa         | Estil: noucentisme                                                                                | 41° 34′ 40″ N, 1° 37′ 08″ E / 41.5777°N,1.61895°E                                                                                 | bé integrant del patrimoni cultural català | Casa Palmés (Igualada)                              | Modifica les dades a Wikidata |
|        | Casa Poncell                                        | Igualada | casa         | Estil: arquitectura modernista                                                                    | 41° 34′ 55″ N, 1° 37′ 08″ E / 41.5819°N,1.61899°E                                                                                 | bé cultural d'interès local                | Cal Poncell                                         | Modifica les dades a Wikidata |
|        | Casa Ramon Enrich i Tudó                            | Igualada | casa         | Estil: arquitectura eclèctica                                                                     | 41° 34′ 49″ N, 1° 36′ 46″ E / 41.580303°N,1.612676°E                                                                              | bé cultural d'interès local                | Casa Ramon Enrich i Tudó                            | Modifica les dades a Wikidata |
|        | Casa Sala                                           | Igualada | casa         |                                                                                                   | 41° 34′ 40″ N, 1° 37′ 02″ E / 41.5778°N,1.61721°E                                                                                 | bé integrant del patrimoni cultural català | Casa Sala (Igualada)                                | Modifica les dades a Wikidata |
|        | Casa Torelló                                        | Igualada | casa         |                                                                                                   | 41° 34′ 45″ N, 1° 37′ 00″ E / 41.579199°N,1.616669°E                                                                              | bé cultural d'interès local                | Casa Torelló (Igualada)                             | Modifica les dades a Wikidata |
|        | Casa Valls i Brufau                                 | Igualada | casa         | Estil: arquitectura modernista                                                                    | 41° 34′ 48″ N, 1° 36′ 47″ E / 41.5801°N,1.61313°E                                                                                 | bé cultural d'interès local                | Casa Valls i Brufau                                 | Modifica les dades a Wikidata |
|        | Casa Valls i Valls                                  | Igualada | casa         | Estil: arquitectura eclèctica                                                                     | 41° 34′ 43″ N, 1° 36′ 55″ E / 41.5785°N,1.61515°E ca:Plaça de la Creu, 18                                                         | bé cultural d'interès local                | Casa Valls i Valls (Cal Maco)                       | Modifica les dades a Wikidata |
|        | Casa Vives                                          | Igualada | casa         | Estil: arquitectura modernista                                                                    | 41° 34′ 42″ N, 1° 37′ 02″ E / 41.5782°N,1.61712°E                                                                                 | bé cultural d'interès local                | Casa Ramon Vives (Cal Monets)                       | Modifica les dades a Wikidata |
|        | Casa a la Rambla de Sant Ferran, 2                  | Igualada | casa         | Estil: noucentisme                                                                                | 41° 34′ 50″ N, 1° 36′ 39″ E / 41.5805°N,1.61093°E                                                                                 | bé integrant del patrimoni cultural català | Casa a la rambla Sant Ferran, 2 (Igualada)          | Modifica les dades a Wikidata |
|        | Casa a la rambla General Vives, 29                  | Igualada | casa         | Estil: arquitectura modernista                                                                    | 41° 34′ 45″ N, 1° 37′ 12″ E / 41.5791°N,1.61992°E                                                                                 | bé integrant del patrimoni cultural català | Casa a la rambla General Vives, 29 (Igualada)       | Modifica les dades a Wikidata |
|        | Casa a la rambla General Vives, 39                  | Igualada | casa         | Estil: arquitectura modernista                                                                    | 41° 34′ 44″ N, 1° 37′ 12″ E / 41.5789°N,1.62012°E                                                                                 | bé cultural d'interès local                | Casa a la rambla General Vives, 39                  | Modifica les dades a Wikidata |
|        | Casa a la rambla Sant Isidre, 30                    | Igualada | casa         | Estil: arquitectura neoclàssica Estat: enderrocat o destruït                                      | 41° 34′ 46″ N, 1° 37′ 06″ E / 41.579318°N,1.618218°E                                                                              | bé integrant del patrimoni cultural català |                                                     | Modifica les dades a Wikidata |
|        | Casa de les Banyeres                                | Igualada | casa         | Estil: racionalisme arquitectònic                                                                 | 41° 34′ 49″ N, 1° 36′ 45″ E / 41.580152°N,1.612586°E                                                                              | bé integrant del patrimoni cultural català | Casa de les Banyeres                                | Modifica les dades a Wikidata |
|        | Edifici d'habitatges al carrer Soledat, 57          | Igualada | casa         | Estil: arquitectura popular Estat: enderrocat o destruït                                          | | bé integrant del patrimoni cultural català |                                                     | Modifica les dades a Wikidata |
|        | Torre Ratés                                         | Igualada | casa         | Arquitecte: Josep Pujol i Brull Estil: arquitectura modernista                                    | 41° 34′ 51″ N, 1° 36′ 52″ E / 41.580895°N,1.614367°E ca:Sebastià Artés, 8-10 / Pl. Espanya                                        | bé cultural d'interès local                | Cal Ratés a la plaça d'Espanya (Igualada)           | Modifica les dades a Wikidata |
|        | Torre Roura                                         | Igualada | casa         | Arquitecte: Pau Riera i Galtés Estil: modernisme català 1920                                      | 41° 34′ 32″ N, 1° 37′ 48″ E / 41.5756°N,1.62995°E ca:Vilanova del Camí, 8-10                                                      | bé integrant del patrimoni cultural català | Torre Roura (Igualada)                              | Modifica les dades a Wikidata |
|        | cal Fanalé                                          | Igualada | casa         | Estil: arquitectura popular                                                                       | 41° 34′ 44″ N, 1° 37′ 04″ E / 41.579012°N,1.617828°E ca:C. del Born, 7 - c. Nou, 50 313 msnm                                      | bé cultural d'interès local                | Cal Fanalé (Igualada)                               | Modifica les dades a Wikidata |
|        | cal Perico                                          | Igualada | casa         | Estil: arquitectura modernista 20th century                                                       | 41° 34′ 43″ N, 1° 37′ 01″ E / 41.578589°N,1.616841°E ca:Carrer Argent, 34 313 msnm                                                | bé cultural d'interès local                | Cal Perico (Igualada)                               | Modifica les dades a Wikidata |
|        | casa Barral                                         | Igualada | casa         | Estil: arquitectura modernista 20th century                                                       | 41° 34′ 39″ N, 1° 37′ 03″ E / 41.577554°N,1.617571°E ca:C. Concepció, 10, antigues muralles 306 msnm                              | bé integrant del patrimoni cultural català | Casa Barral (Igualada)                              | Modifica les dades a Wikidata |
|        | casa a la plaça Castells, 6                         | Igualada | casa         | Estil: arquitectura eclèctica                                                                     | 41° 34′ 51″ N, 1° 36′ 38″ E / 41.580711°N,1.610602°E                                                                              | bé integrant del patrimoni cultural català | Casa a la plaça Castells, 6                         | Modifica les dades a Wikidata |
|        | casa a la plaça d'Espanya, 4                        | Igualada | casa         | Estil: noucentisme                                                                                | 41° 34′ 50″ N, 1° 36′ 52″ E / 41.5805°N,1.61439°E                                                                                 | bé integrant del patrimoni cultural català | Casa a la plaça d'Espanya, 4                        | Modifica les dades a Wikidata |
|        | casa al carrer Retir, 30                            | Igualada | casa         | Estil: arquitectura modernista                                                                    | 41° 34′ 49″ N, 1° 36′ 56″ E / 41.580277777778°N,1.6155555555556°E                                                                 | bé integrant del patrimoni cultural català | Casa al carrer Retir, 30 (Igualada)                 | Modifica les dades a Wikidata |
|        | casa al carrer Sant Ignasi, 22                      | Igualada | casa         | Estil: noucentisme                                                                                | 41° 34′ 45″ N, 1° 36′ 43″ E / 41.579054°N,1.611809°E ca:Sant Ignasi, 20-22                                                        | bé integrant del patrimoni cultural català | Casa al carrer Sant Ignasi, 22 (Igualada)           | Modifica les dades a Wikidata |
|        | casa al carrer Santa Anna, 25                       | Igualada | casa         | Estil: arquitectura popular Estat: enderrocat o destruït                                          | 41° 34′ 40″ N, 1° 37′ 01″ E / 41.577721°N,1.616903°E                                                                              | bé integrant del patrimoni cultural català |                                                     | Modifica les dades a Wikidata |
|        | casa al carrer Òdena, 23-27                         | Igualada | casa         | Estil: arquitectura popular                                                                       | 41° 34′ 50″ N, 1° 37′ 08″ E / 41.580447°N,1.618957°E                                                                              | bé integrant del patrimoni cultural català | Casa al carrer Òdena, 23-27                         | Modifica les dades a Wikidata |
|        | cases d'habitatges a la plaça de la Bomba, 3-5      | Igualada | casa         | Estil: arquitectura popular                                                                       | 41° 34′ 34″ N, 1° 37′ 28″ E / 41.576162°N,1.624572°E                                                                              | bé integrant del patrimoni cultural català | Cases d'habitatges a la plaça de la Bomba, 3-5      | Modifica les dades a Wikidata |
|        | edifici d'habitatges a l'avinguda Caresmar, 40      | Igualada | casa         | Estil: academicisme                                                                               | 41° 34′ 36″ N, 1° 37′ 41″ E / 41.576551°N,1.627948°E                                                                              | bé integrant del patrimoni cultural català | Edifici d'habitatges a l'avinguda Caresmar, 40      | Modifica les dades a Wikidata |
|        | edifici d'habitatges a l'avinguda Montserrat, 6-8   | Igualada | casa         | Estil: noucentisme                                                                                | 41° 34′ 36″ N, 1° 37′ 48″ E / 41.576619°N,1.629998°E                                                                              | bé integrant del patrimoni cultural català | Edifici d'habitatges a l'avinguda Montserrat, 6-8   | Modifica les dades a Wikidata |
|        | edifici d'habitatges a la plaça del Pilar, 4        | Igualada | casa         | Estil: arquitectura popular                                                                       | 41° 34′ 45″ N, 1° 37′ 07″ E / 41.579147°N,1.618485°E                                                                              | bé integrant del patrimoni cultural català | Edifici d'habitatges a la plaça del Pilar, 4        | Modifica les dades a Wikidata |
|        | edifici d'habitatges a la rambla General Vives, 1-3 | Igualada | casa         | Estil: arquitectura modernista                                                                    | 41° 34′ 46″ N, 1° 37′ 08″ E / 41.579456111111°N,1.6188761111111°E ca:Rambla General Vives, 1-3                                    | bé cultural d'interès local                | Edifici d'habitatges a la rambla General Vives, 1-3 | Modifica les dades a Wikidata |
|        | edifici d'habitatges a la rambla General Vives, 45  | Igualada | casa         | Estil: arquitectura eclèctica                                                                     | 41° 34′ 44″ N, 1° 37′ 13″ E / 41.578821°N,1.62032°E                                                                               | bé integrant del patrimoni cultural català | Edifici d'habitatges a la rambla General Vives, 45  | Modifica les dades a Wikidata |
|        | edifici d'habitatges a la rambla Nova, 27           | Igualada | casa         | Arquitecte: Pau Riera i Galtés Josep Pujol i Brull Estil: arquitectura modernista                 | 41° 34′ 48″ N, 1° 36′ 55″ E / 41.579903°N,1.61529°E ca:Rambla Nova, 27                                                            | bé cultural d'interès local                | Edifici d'habitatges a la rambla Nova, 27           | Modifica les dades a Wikidata |
|        | edifici d'habitatges al carrer Soledat, 53          | Igualada | casa edifici | Arquitecte: Pau Riera i Galtés Estil: arquitectura modernista 1904                                | 41° 34′ 40″ N, 1° 37′ 19″ E / 41.577915°N,1.622033°E ca:Carrer Soledat, 53                                                        | bé cultural d'interès local                | Edifici d'habitatges al carrer Soledat, 53          | Modifica les dades a Wikidata |

## cementiri
| imatge | Nom                           | Ubicat a | instància de | Detalls                                                                                             | coordenades                                              | Protecció                                                  | Commons (més fotos)      | Dades a WD                    |
| ------ | ----------------------------- | -------- | ------------ | --------------------------------------------------------------------------------------------------- | -------------------------------------------------------- | ---------------------------------------------------------- | ------------------------ | ----------------------------- |
|        | Parc del Cementiri d'Igualada | Igualada | cementiri    | Arquitecte: Enric Miralles i Moya Carme Pinós i Desplat Estil: arquitectura moderna brutalisme 1994 | 41° 35′ 31″ N, 1° 38′ 14″ E / 41.59194444°N,1.63722222°E | bé cultural d'interès local bé cultural d'interès nacional | New cemetery of Igualada | Modifica les dades a Wikidata |
|        | cementiri d'Igualada          | Igualada | cementiri    | Estil: neoclassicisme                                                                               | 41° 34′ 44″ N, 1° 37′ 46″ E / 41.579°N,1.62955°E         | bé cultural d'interès local                                | Old cemetery of Igualada | Modifica les dades a Wikidata |

## creu de terme
| imatge | Nom                                  | Ubicat a | instància de  | Detalls                           | coordenades                                       | Protecció                                  | Commons (més fotos)                      | Dades a WD                    |
| ------ | ------------------------------------ | -------- | ------------- | --------------------------------- | ------------------------------------------------- | ------------------------------------------ | ---------------------------------------- | ----------------------------- |
|        | Creu de terme de Capdevila           | Igualada | creu de terme | Estil: arquitectura gòtica        |                                                   | bé integrant del patrimoni cultural català | Magolla de la creu de terme de Capdevila | Modifica les dades a Wikidata |
|        | creu de terme del camí de Montserrat | Igualada | creu de terme | Estil: historicisme arquitectònic | 41° 34′ 38″ N, 1° 38′ 00″ E / 41.5772°N,1.63329°E | bé integrant del patrimoni cultural català | Creu de terme del camí de Montserrat     | Modifica les dades a Wikidata |

## curs d'aigua
| imatge | Nom           | Ubicat a                         | instància de | Detalls                                        | coordenades                                            | Protecció | Commons (més fotos) | Dades a WD                    |
| ------ | ------------- | -------------------------------- | ------------ | ---------------------------------------------- | ------------------------------------------------------ | --------- | ------------------- | ----------------------------- |
|        | Anoia         | Anoia Baix Llobregat Alt Penedès | curs d'aigua | Desemboca: Llobregat Llarg: 64km Conca: 929km² | 41° 28′ 43″ N, 1° 56′ 06″ E / 41.4785217°N,1.9351196°E |           | Anoia River         | Modifica les dades a Wikidata |
|        | riera d'Òdena | Òdena Igualada                   | curs d'aigua | Desemboca: Anoia                               |                                                        |           |                     | Modifica les dades a Wikidata |

## edifici
| imatge | Nom                                     | Ubicat a | instància de                             | Detalls                                                                                     | coordenades                                                                         | Protecció                                  | Commons (més fotos)                                         | Dades a WD                    |
| ------ | --------------------------------------- | -------- | ---------------------------------------- | ------------------------------------------------------------------------------------------- | ----------------------------------------------------------------------------------- | ------------------------------------------ | ----------------------------------------------------------- | ----------------------------- |
|        | Adoberia Balcells                       | Igualada | edifici                                  | Estil: arquitectura modernista 20th century                                                 | 41° 34′ 33″ N, 1° 37′ 27″ E / 41.5757°N,1.6241°E ca:C. Sant Antoni de Baix, 96      | bé integrant del patrimoni cultural català | Adoberia Joan Balcells                                      | Modifica les dades a Wikidata |
|        | Adoberia Martí Enrich                   | Igualada | edifici                                  | Estil: modernisme català                                                                    | 41° 34′ 39″ N, 1° 36′ 54″ E / 41.5776°N,1.61501°E ca:Sol, 36-38 / Rec               | bé integrant del patrimoni cultural català | Adoberia Martí Enrich                                       | Modifica les dades a Wikidata |
|        | Adoberia Pelfort                        | Igualada | edifici Ús: tannery                      | Estil: arquitectura modernista                                                              | 41° 34′ 39″ N, 1° 37′ 12″ E / 41.5774°N,1.62002°E ca:Sant Antoni de Baix, 5         | bé cultural d'interès local                | Adoberia Josep Pelfort                                      | Modifica les dades a Wikidata |
|        | Adoberia Sabater                        | Igualada | edifici                                  | Estil: arquitectura modernista                                                              | 41° 34′ 40″ N, 1° 36′ 50″ E / 41.5778°N,1.61401°E ca:Sol / Baixada de Sant Nicolau  | bé cultural d'interès local                | Adoberia Cal Sabaté                                         | Modifica les dades a Wikidata |
|        | Adoberia al carrer de la Creueta, 19-21 | Igualada | edifici                                  | Estil: arquitectura modernista                                                              | 41° 34′ 42″ N, 1° 36′ 42″ E / 41.57824°N,1.611664°E ca:Carrer de la Creueta, 19-21  | bé integrant del patrimoni cultural català | Adoberia al carrer de la Creueta, 19-21                     | Modifica les dades a Wikidata |
|        | Adoberia al carrer de la Creueta, 22-24 | Igualada | edifici                                  | Estil: arquitectura modernista                                                              | 41° 34′ 42″ N, 1° 36′ 42″ E / 41.5783°N,1.61171°E ca:C. Creueta, 22-24.             | bé integrant del patrimoni cultural català | Adoberia al carrer de la Creueta, 22-24                     | Modifica les dades a Wikidata |
|        | Adoberia al carrer de la Creueta, 23    | Igualada | edifici                                  | Estil: arquitectura modernista 20th century                                                 | 41° 34′ 42″ N, 1° 36′ 41″ E / 41.5782°N,1.61151°E ca:C. Creueta, 23.                | bé integrant del patrimoni cultural català | Adoberia al carrer de la Creueta, 23                        | Modifica les dades a Wikidata |
|        | Agència Igualada                        | Igualada | edifici                                  | Arquitecte: Josep Pujol i Brull Estil: arquitectura modernista 1903                         | 41° 34′ 47″ N, 1° 37′ 01″ E / 41.5796°N,1.61686°E ca:rambla de Sant Isidre, 13      | bé cultural d'interès local                | Antiga Agència Ollé (Igualada)                              | Modifica les dades a Wikidata |
|        | Airejador del dipòsit d'aigua           | Igualada | edifici                                  | Estil: arquitectura modernista                                                              | 41° 34′ 59″ N, 1° 37′ 02″ E / 41.583°N,1.61709°E                                    | bé integrant del patrimoni cultural català | Airejador del dipòsit d'aigua (Igualada)                    | Modifica les dades a Wikidata |
|        | Antic Registre de la Propietat          | Igualada | edifici                                  | Estil: arquitectura popular                                                                 | 41° 34′ 50″ N, 1° 36′ 52″ E / 41.58069°N,1.614453°E                                 | bé integrant del patrimoni cultural català | Antic Registre de la Propietat (Igualada)                   | Modifica les dades a Wikidata |
|        | Antiga Fàbrica de Guix                  | Igualada | edifici ruïna                            | Estil: arquitectura popular Estat: enderrocat o destruït                                    | 41° 35′ 42″ N, 1° 37′ 06″ E / 41.594934°N,1.618439°E                                | bé integrant del patrimoni cultural català |                                                             | Modifica les dades a Wikidata |
|        | Antiga adoberia Josep Aguilera          | Igualada | edifici                                  | Estil: modernisme català                                                                    | 41° 34′ 43″ N, 1° 36′ 53″ E / 41.578513°N,1.614756°E                                | bé integrant del patrimoni cultural català | Edifici industrial (Baixada de Sant Nicolau, 1-3, Igualada) | Modifica les dades a Wikidata |
|        | Ateneu Igualadí de la Classe Obrera     | Igualada | edifici                                  | Estil: arquitectura modernista                                                              | 41° 34′ 46″ N, 1° 37′ 12″ E / 41.579488°N,1.620132°E                                | bé cultural d'interès local                | Ateneu Igualadí de la Classe Obrera                         | Modifica les dades a Wikidata |
|        | Caixa de Pensions                       | Igualada | edifici                                  | Estil: arquitectura modernista                                                              | 41° 34′ 45″ N, 1° 37′ 08″ E / 41.5793°N,1.619°E                                     | bé cultural d'interès local                | Caixa de Pensions (Igualada)                                | Modifica les dades a Wikidata |
|        | Cal Boyer                               | Igualada | edifici                                  | Estil: arquitectura modernista                                                              | 41° 34′ 38″ N, 1° 36′ 50″ E / 41.5772°N,1.61379°E ca:Doctor Joan Mercader           | bé cultural d'interès local                | Cal Boyer (Igualada)                                        | Modifica les dades a Wikidata |
|        | Cal Granotes                            | Igualada | edifici                                  | Estil: arquitectura popular                                                                 | 41° 34′ 35″ N, 1° 36′ 56″ E / 41.5765°N,1.61542°E ca:Baixada de la Unió             | bé cultural d'interès local                | Cal Granotes (Igualada)                                     | Modifica les dades a Wikidata |
|        | Casa Francesc Valls Brufau              | Igualada | edifici                                  | Arquitecte: Joan Alsina i Arús Estil: arquitectura modernista 1900                          | 41° 34′ 48″ N, 1° 36′ 36″ E / 41.580048°N,1.61°E ca:Rambla de Sant Ferran, 48       |                                            |                                                             | Modifica les dades a Wikidata |
|        | Casa Francesc Vidal                     | Igualada | edifici                                  | Arquitecte: Pau Riera i Galtés Estil: arquitectura modernista 1905                          | 41° 34′ 41″ N, 1° 37′ 01″ E / 41.578182°N,1.617012°E ca:Carrer d'Argent, 34         |                                            |                                                             | Modifica les dades a Wikidata |
|        | Casa Josep Albereda                     | Igualada | edifici                                  | Arquitecte: Ricard Giralt i Casadesús Estil: arquitectura modernista 19th century           | 41° 34′ 45″ N, 1° 37′ 12″ E / 41.579136°N,1.619936°E ca:Rambla General Vives, 39    |                                            |                                                             | Modifica les dades a Wikidata |
|        | Casa Josep Farré                        | Igualada | edifici                                  | Arquitecte: Isidre Gili i Moncunill Estil: arquitectura modernista 1904                     | 41° 34′ 46″ N, 1° 37′ 00″ E / 41.579437°N,1.616787°E ca:Rambla de Sant Isidre, 10   |                                            |                                                             | Modifica les dades a Wikidata |
|        | Casa Llorenç Ferrer                     | Igualada | edifici                                  | Arquitecte: Antoni de Facerias i Marimon Estil: arquitectura modernista 1903                | 41° 34′ 46″ N, 1° 37′ 12″ E / 41.579525°N,1.62°E ca:Rambla General Vives, 1-3       |                                            |                                                             | Modifica les dades a Wikidata |
|        | Casa Ramon Vives                        | Igualada | edifici                                  | Arquitecte: Josep Pausas i Coll Estil: arquitectura modernista 1913                         | 41° 34′ 41″ N, 1° 37′ 01″ E / 41.578182°N,1.617012°E ca:Carrer Sant Roc, 10-14      |                                            |                                                             | Modifica les dades a Wikidata |
|        | Casa Ramón Enrich                       | Igualada | edifici                                  | Arquitecte: Josep Pausas i Coll Estil: arquitectura modernista arquitectura eclèctica 1920s | 41° 34′ 49″ N, 1° 36′ 45″ E / 41.580406°N,1.612552°E ca:Rambal de Sant Ferran, 33   |                                            |                                                             | Modifica les dades a Wikidata |
|        | Casa de l'antic Molí Fariner            | Igualada | edifici                                  | Estil: noucentisme                                                                          | 41° 34′ 54″ N, 1° 36′ 16″ E / 41.581752°N,1.604555°E                                | bé integrant del patrimoni cultural català | Casa de l'antic Molí Fariner (Igualada)                     | Modifica les dades a Wikidata |
|        | Casino Foment d'Igualada                | Igualada | edifici organització sense ànim de lucre | Estil: neoclassicisme                                                                       | 41° 34′ 46″ N, 1° 37′ 01″ E / 41.579581°N,1.616975°E                                | bé cultural d'interès local                | Casino Foment (Igualada)                                    | Modifica les dades a Wikidata |
|        | Cercle Mercantil                        | Igualada | edifici                                  | Estil: modernisme català                                                                    | 41° 34′ 49″ N, 1° 37′ 02″ E / 41.580217°N,1.617331°E ca:Clos, 19                    | bé cultural d'interès local                | Cercle Mercantil                                            | Modifica les dades a Wikidata |
|        | Cinema Mundial                          | Igualada | edifici                                  | Estil: noucentisme Estat: enderrocat o destruït                                             | 41° 34′ 54″ N, 1° 37′ 04″ E / 41.5818°N,1.61785°E                                   | bé integrant del patrimoni cultural català | Cinema Mundial (Igualada)                                   | Modifica les dades a Wikidata |
|        | Consell Comarcal de l'Anoia             | Igualada | edifici                                  |                                                                                             | 41° 34′ 40″ N, 1° 37′ 03″ E / 41.577877037003°N,1.61747953949942°E                  |                                            |                                                             | Modifica les dades a Wikidata |
|        | Convent de Sant Agustí                  | Igualada | edifici                                  |                                                                                             | 41° 34′ 50″ N, 1° 36′ 37″ E / 41.580512°N,1.610156°E                                | bé cultural d'interès local                | Convent de Sant Agustí (Igualada)                           | Modifica les dades a Wikidata |
|        | Cooperativa Agrícola                    | Igualada | edifici                                  | Estil: arquitectura popular                                                                 |                                                                                     | bé integrant del patrimoni cultural català | Cooperativa Agrícola (Igualada)                             | Modifica les dades a Wikidata |
|        | Cooperativa agrícola d'Igualada         | Igualada | edifici                                  | Arquitecte: Cèsar Martinell i Brunet Estil: arquitectura modernista 19th century            | 41° 34′ 45″ N, 1° 36′ 34″ E / 41.5792°N,1.60952°E ca:carrer Joan Abad, 6            | bé cultural d'interès local                | Celler Cooperatiu d'Igualada                                | Modifica les dades a Wikidata |
|        | Electra Igualadina                      | Igualada | edifici                                  | Arquitecte: Isidre Gili i Moncunill Estil: arquitectura modernista 1903                     | 41° 34′ 37″ N, 1° 37′ 00″ E / 41.577°N,1.6166°E ca:carrer del Sol, 5                | bé integrant del patrimoni cultural català | Electra Igualadina                                          | Modifica les dades a Wikidata |
|        | Escoles de l'Ateneu Igualadí            | Igualada | edifici                                  | Estil: noucentisme                                                                          | 41° 34′ 47″ N, 1° 37′ 15″ E / 41.5797°N,1.62079°E ca:Sant Pau, 9                    | bé integrant del patrimoni cultural català | Escoles de l'Ateneu Igualadí                                | Modifica les dades a Wikidata |
|        | Escoles públiques Garcia Fossas         | Igualada | edifici                                  | Arquitecte: Bonaventura Bassegoda i Amigó Estil: noucentisme                                | 41° 35′ 04″ N, 1° 36′ 59″ E / 41.5844°N,1.61629°E                                   | bé cultural d'interès local                | Escoles públiques Garcia Fossas                             | Modifica les dades a Wikidata |
|        | Farmàcia Bausili                        | Igualada | edifici                                  | Estil: arquitectura modernista 1909                                                         | 41° 34′ 44″ N, 1° 37′ 05″ E / 41.578956°N,1.618036°E ca:Carrer del Born, 9          | bé cultural d'interès local                | Farmàcia Bausili                                            | Modifica les dades a Wikidata |
|        | Fonda Maria                             | Igualada | edifici                                  | Estil: arquitectura popular                                                                 | 41° 34′ 48″ N, 1° 36′ 52″ E / 41.5801°N,1.61435°E                                   | bé integrant del patrimoni cultural català | Fonda Maria (Igualada)                                      | Modifica les dades a Wikidata |
|        | Fort de Sant Magí                       | Igualada | edifici                                  | Estil: arquitectura popular                                                                 | 41° 35′ 00″ N, 1° 37′ 05″ E / 41.5833°N,1.61802°E                                   | bé cultural d'interès local                | Fort de Sant Magí                                           | Modifica les dades a Wikidata |
|        | Fàbrica Depunt                          | Igualada | edifici                                  | Estil: modernisme català arquitectura modernista                                            | 41° 34′ 57″ N, 1° 36′ 42″ E / 41.5825°N,1.61169°E                                   |                                            | Fàbrica Depunt (Igualada)                                   | Modifica les dades a Wikidata |
|        | Fàbrica Pere de Carme                   | Igualada | edifici                                  | Estil: arquitectura modernista                                                              | 41° 34′ 35″ N, 1° 37′ 35″ E / 41.576264°N,1.626307°E ca:Carrer Arenys de Mar, 12-14 | bé integrant del patrimoni cultural català | Fàbrica Pere de Carme                                       | Modifica les dades a Wikidata |
|        | Fàbrica Rovira                          | Igualada | edifici                                  | Estil: modernisme català Estat: enderrocat o destruït                                       | 41° 34′ 34″ N, 1° 37′ 46″ E / 41.576045°N,1.629411°E                                | bé integrant del patrimoni cultural català |                                                             | Modifica les dades a Wikidata |
|        | Fàbrica Salinas i Mussons               | Igualada | edifici                                  | Estil: arquitectura modernista                                                              | 41° 34′ 52″ N, 1° 36′ 40″ E / 41.5811°N,1.61118°E                                   | bé integrant del patrimoni cultural català | Fàbrica Salinas i Mussons                                   | Modifica les dades a Wikidata |
|        | Fàbrica al carrer del Sol               | Igualada | edifici                                  | Estil: modernisme català                                                                    | 41° 34′ 42″ N, 1° 36′ 49″ E / 41.578244°N,1.613527°E ca:Sol, 15                     | bé integrant del patrimoni cultural català | Fàbrica al carrer del Sol, 15 (Igualada)                    | Modifica les dades a Wikidata |
|        | Fàbrica de Cal Font                     | Igualada | edifici                                  | Estat: enderrocat o destruït                                                                |                                                                                     | bé integrant del patrimoni cultural català |                                                             | Modifica les dades a Wikidata |
|        | Fàbrica-magatzem Roca i Clos            | Igualada | edifici                                  | Estil: arquitectura modernista                                                              | 41° 34′ 53″ N, 1° 37′ 13″ E / 41.5815°N,1.62037°E                                   | bé cultural d'interès local                | Fàbrica Roca i Clos                                         | Modifica les dades a Wikidata |
|        | Garatges de la Hispano Igualadina       | Igualada | edifici                                  | Estil: arquitectura modernista                                                              | 41° 34′ 57″ N, 1° 36′ 57″ E / 41.5824°N,1.61574°E ca:Plaça de Catalunya             | bé cultural d'interès local                | Garatges de la Hispano Igualadina                           | Modifica les dades a Wikidata |
|        | Gasogen de Cal Pasqual                  | Igualada | edifici                                  |                                                                                             | 41° 34′ 48″ N, 1° 37′ 18″ E / 41.579919°N,1.621795°E                                |                                            | Gasogen de Cal Pasqual                                      | Modifica les dades a Wikidata |
|        | Pastisseria Fidel Serra                 | Igualada | edifici                                  | Estil: arquitectura modernista                                                              | 41° 34′ 45″ N, 1° 36′ 59″ E / 41.57916°N,1.616362°E ca:Carrer Nou, 8-10             | bé cultural d'interès local                | Pastisseria Fidel Serra                                     | Modifica les dades a Wikidata |
|        | Pastisseria Targarona                   | Igualada | edifici                                  | Estil: noucentisme                                                                          | 41° 34′ 43″ N, 1° 37′ 10″ E / 41.578497°N,1.619574°E                                | bé cultural d'interès local                | Pastisseria Targarona (Igualada)                            | Modifica les dades a Wikidata |
|        | Piscina Municipal del Molí Nou          | Igualada | edifici                                  | Estil: racionalisme arquitectònic                                                           | 41° 34′ 56″ N, 1° 36′ 06″ E / 41.5821°N,1.60164°E                                   | bé integrant del patrimoni cultural català | Piscina Municipal Molí Nou                                  | Modifica les dades a Wikidata |
|        | Punto Blanco                            | Igualada | edifici                                  |                                                                                             | 41° 34′ 55″ N, 1° 36′ 41″ E / 41.582°N,1.6115°E                                     | bé integrant del patrimoni cultural català | Fàbrica Punto Blanco                                        | Modifica les dades a Wikidata |
|        | Taller de Mosaics Jordi Albareda        | Igualada | edifici                                  | Estil: arquitectura popular                                                                 | 41° 34′ 52″ N, 1° 37′ 06″ E / 41.5812°N,1.6184°E                                    | bé integrant del patrimoni cultural català | Taller de Mosaics Jordi Albareda                            | Modifica les dades a Wikidata |
|        | Teatre L'Aurora                         | Igualada | edifici teatre                           |                                                                                             |                                                                                     |                                            |                                                             | Modifica les dades a Wikidata |
|        | Torre d'aigües de Rigat                 | Igualada | edifici                                  | Estil: arquitectura modernista                                                              | 41° 35′ 00″ N, 1° 37′ 04″ E / 41.5833°N,1.61767°E                                   | bé cultural d'interès local                | Torre d'aigües de Rigat                                     | Modifica les dades a Wikidata |
|        | Vivesa                                  | Igualada | edifici                                  |                                                                                             | 41° 35′ 02″ N, 1° 37′ 37″ E / 41.5839°N,1.62701°E                                   | bé integrant del patrimoni cultural català | Vivesa (Igualada)                                           | Modifica les dades a Wikidata |
|        | edifici de Càritas                      | Igualada | edifici                                  | Estil: arquitectura modernista                                                              | 41° 34′ 52″ N, 1° 36′ 37″ E / 41.5812°N,1.61031°E                                   | bé integrant del patrimoni cultural català | Edifici de Càritas (Igualada)                               | Modifica les dades a Wikidata |

## edifici industrial
| imatge | Nom                   | Ubicat a | instància de                                         | Detalls | coordenades                                                                                       | Protecció                   | Commons (més fotos)         | Dades a WD                    |
| ------ | --------------------- | -------- | ---------------------------------------------------- | --- | ------------------------------------------------------------------------------------------------- | --------------------------- | --------------------------- | ----------------------------- |
|        | Adoberia Vives Gibert | Igualada | edifici industrial                                   | | 41° 34′ 34″ N, 1° 37′ 24″ E / 41.57623291015625°N,1.6232224702835083°E ca:Sant Antoni de Baix, 47 |                             |                             | Modifica les dades a Wikidata |
|        | Antic Escorxador      | Igualada | edifici industrial Ús: escorxador sala d'espectacles | Arquitecte: Isidre Gili i Moncunill Pau Salvat i Espasa Estil: arquitectura modernista modernisme català Superfície: 13250m² | 41° 34′ 58″ N, 1° 36′ 31″ E / 41.5829°N,1.60862°E ca:Carrer Prat de la Riba, 45                   | bé cultural d'interès local | Antic Escorxador (Igualada) | Modifica les dades a Wikidata |

## església
| imatge | Nom                                     | Ubicat a | instància de            | Detalls                                                                                                 | coordenades                                                                                | Protecció                                            | Commons (més fotos)                                | Dades a WD                    |
| ------ | --------------------------------------- | -------- | ----------------------- | --- | ------------------------------------------------------------------------------------------ | ---------------------------------------------------- | -------------------------------------------------- | ----------------------------- |
|        | Asil del Sant Crist                     | Igualada | església                | Arquitecte: Joan Rubió i Bellver Estil: modernisme català arquitectura modernista                       | 41° 34′ 57″ N, 1° 36′ 35″ E / 41.582601°N,1.609614°E ca:Milà i Fontanals, 8                | bé cultural d'interès local                          | Asil del Sant Crist                                | Modifica les dades a Wikidata |
|        | Ermita de Sant Jaume Sesoliveres        | Igualada | església ermita         | Estil: arquitectura romànica                                                                            | 41° 35′ 13″ N, 1° 35′ 11″ E / 41.5869°N,1.58639°E 352 msnm                                 | bé cultural d'interès nacional bé d'interès cultural | Ermita de Sant Jaume Sesoliveres                   | Modifica les dades a Wikidata |
|        | Sagrada Família d'Igualada              | Igualada | església                | | 41° 35′ 10″ N, 1° 37′ 03″ E / 41.5861°N,1.6176°E                                           | bé cultural d'interès local                          | Església Sagrada Família (Igualada)                | Modifica les dades a Wikidata |
|        | Santa Maria d'Igualada                  | Igualada | església basílica menor | Arquitecte: Pere Blai Estil: gòtic tardà arquitectura del Renaixement arquitectura barroca 17th century | 41° 34′ 43″ N, 1° 37′ 06″ E / 41.578625°N,1.61839722°E ca:Plaça de Santa Maria, 8 313 msnm | bé d'interès cultural bé cultural d'interès nacional | Basilica of Santa Maria, Igualada                  | Modifica les dades a Wikidata |
|        | capella de la Mare de Déu de Montserrat | Igualada | església capella        | Estil: arquitectura popular                                                                             | 41° 34′ 44″ N, 1° 37′ 00″ E / 41.579°N,1.61674°E                                           | bé integrant del patrimoni cultural català           | Capella de la Mare de Déu de Montserrat (Igualada) | Modifica les dades a Wikidata |
|        | església de la Soledat                  | Igualada | església                | Estil: neogòtic                                                                                         | 41° 34′ 41″ N, 1° 37′ 17″ E / 41.578°N,1.62151°E ca:Soledat, 41                            | bé cultural d'interès local                          | Església de la Soledat (Igualada)                  | Modifica les dades a Wikidata |
|        | església del Roser                      | Igualada | església                | Estil: arquitectura neoclàssica                                                                         | 41° 34′ 43″ N, 1° 37′ 09″ E / 41.5785°N,1.61917°E ca:Roser, 6                              | bé cultural d'interès local                          | Església de la Mare de Déu del Roser d'Igualada    | Modifica les dades a Wikidata |

## font
| imatge | Nom                            | Ubicat a | instància de | Detalls                           | coordenades                                                                                | Protecció                                  | Commons (més fotos)                  | Dades a WD                    |
| ------ | ------------------------------ | -------- | ------------ | --------------------------------- | ------------------------------------------------------------------------------------------ | ------------------------------------------ | ------------------------------------ | ----------------------------- |
|        | Brollador                      | Igualada | font         | Estil: modernisme català          | 41° 34′ 48″ N, 1° 37′ 13″ E / 41.580036°N,1.620214°E                                       | bé integrant del patrimoni cultural català | Brollador, Banc de l'Ateneu Igualadí | Modifica les dades a Wikidata |
|        | Creu del Brollador de la Font  | Igualada | font         | Estil: historicisme arquitectònic | 41° 34′ 43″ N, 1° 36′ 55″ E / 41.5786°N,1.61518°E ca:Plaça de la Creu                      | bé integrant del patrimoni cultural català | Creu del Brollador de la Font        | Modifica les dades a Wikidata |
|        | Font Vella (Igualada)          | Igualada | font         | Estil: arquitectura gòtica        | 41° 34′ 44″ N, 1° 37′ 06″ E / 41.5789°N,1.61836°E                                          | bé integrant del patrimoni cultural català | Font Vella (Igualada)                | Modifica les dades a Wikidata |
|        | font de Neptú                  | Igualada | font         | Estil: arquitectura neoclàssica   | 41° 34′ 41″ N, 1° 37′ 12″ E / 41.578°N,1.61995°E ca:Plaça del Rei                          | bé cultural d'interès local                | Font de Neptú (Igualada)             | Modifica les dades a Wikidata |
|        | font de la Carota              | Igualada | font         | Estil: arquitectura popular       | 41° 34′ 40″ N, 1° 37′ 00″ E / 41.5778°N,1.61679°E ca:Santa Anna, sota el pg. de les Cabres | bé integrant del patrimoni cultural català | Font de la Carota                    | Modifica les dades a Wikidata |
|        | font del passeig de les Cabres | Igualada | font         | Estil: arquitectura popular       | 41° 34′ 42″ N, 1° 36′ 56″ E / 41.5784°N,1.6155°E                                           | bé integrant del patrimoni cultural català | Font del passeig de les Cabres       | Modifica les dades a Wikidata |

## forn de calç
| imatge | Nom                                  | Ubicat a | instància de | Detalls                     | coordenades                                          | Protecció                                  | Commons (més fotos)                  | Dades a WD                    |
| ------ | ------------------------------------ | -------- | ------------ | --------------------------- | ---------------------------------------------------- | ------------------------------------------ | ------------------------------------ | ----------------------------- |
|        | Forn de calç de la riera d'Òdena     | Igualada | forn de calç | Estil: arquitectura popular |                                                      | bé integrant del patrimoni cultural català |                                      | Modifica les dades a Wikidata |
|        | Forn de calç del torrent de l'Espelt | Igualada | forn de calç | Estil: arquitectura popular | 41° 35′ 17″ N, 1° 36′ 09″ E / 41.588119°N,1.602386°E | bé integrant del patrimoni cultural català | Forn de calç del torrent de l'Espelt | Modifica les dades a Wikidata |

## masia
| imatge | Nom                     | Ubicat a | instància de | Detalls                     | coordenades                                                                  | Protecció                   | Commons (més fotos)     | Dades a WD                    |
| ------ | ----------------------- | -------- | ------------ | --------------------------- | ---------------------------------------------------------------------------- | --------------------------- | ----------------------- | ----------------------------- |
|        | Cal Mas                 | Igualada | masia        |                             | 41° 34′ 53″ N, 1° 35′ 57″ E / 41.5813652591258°N,1.59908725255377°E 315 msnm |                             |                         | Modifica les dades a Wikidata |
|        | Can Roca de la Pedrissa | Igualada | masia        | Estil: arquitectura popular | 41° 35′ 47″ N, 1° 37′ 58″ E / 41.596486°N,1.632885°E                         | bé cultural d'interès local | Can Roca de la Pedrissa | Modifica les dades a Wikidata |
|        | Granja Tudela           | Igualada | masia        |                             | 41° 34′ 42″ N, 1° 35′ 47″ E / 41.5782521775518°N,1.5964075941328°E           |                             |                         | Modifica les dades a Wikidata |
|        | la Maça                 | Igualada | masia        |                             | 41° 34′ 56″ N, 1° 35′ 51″ E / 41.5821836787415°N,1.59751006304413°E          |                             |                         | Modifica les dades a Wikidata |

## molí d'aigua
| imatge | Nom              | Ubicat a | instància de | Detalls                     | coordenades                                                         | Protecció                   | Commons (més fotos)         | Dades a WD                    |
| ------ | ---------------- | -------- | ------------ | --------------------------- | ------------------------------------------------------------------- | --------------------------- | --------------------------- | ----------------------------- |
|        | Molí de l'Abadia | Igualada | molí d'aigua | Estil: arquitectura popular | 41° 34′ 25″ N, 1° 37′ 53″ E / 41.573565°N,1.631472°E                | bé cultural d'interès local | Molí de l'Abadia (Igualada) | Modifica les dades a Wikidata |
|        | Molí del Boix    | Igualada | molí d'aigua |                             | 41° 35′ 01″ N, 1° 35′ 24″ E / 41.5836515452284°N,1.59012449908926°E |                             |                             | Modifica les dades a Wikidata |
|        | el Molí Nou      | Igualada | molí d'aigua |                             | 41° 34′ 56″ N, 1° 36′ 03″ E / 41.5821972928995°N,1.60084469470495°E |                             |                             | Modifica les dades a Wikidata |

## monument
| imatge | Nom                                  | Ubicat a | instància de | Detalls | coordenades                                                                                     | Protecció                                  | Commons (més fotos)                   | Dades a WD                    |
| ------ | ------------------------------------ | -------- | ------------ | ------- | ----------------------------------------------------------------------------------------------- | ------------------------------------------ | ------------------------------------- | ----------------------------- |
|        | Escultura Mestre Jordi Savall        | Igualada | monument     |         | 41° 34′ 44″ N, 1° 37′ 05″ E / 41.57887268066406°N,1.618067979812622°E ca:Born / Plaça del Pilar |                                            |                                       | Modifica les dades a Wikidata |
|        | Monument a Antoni Franch i Estalella | Igualada | monument     |         | 41° 34′ 49″ N, 1° 36′ 38″ E / 41.5804°N,1.61066°E ca:Plaça Castells                             | bé integrant del patrimoni cultural català | Monument a Antoni Franch i Estalella  | Modifica les dades a Wikidata |
|        | Monument a Pere Vives Vich           | Igualada | monument     |         | 41° 34′ 57″ N, 1° 36′ 58″ E / 41.5826°N,1.61618°E                                               | bé integrant del patrimoni cultural català | Monument a Pere Vives Vich (Igualada) | Modifica les dades a Wikidata |

## nucli de població
| imatge | Nom                    | Ubicat a | instància de      | Detalls | coordenades                                                         | Protecció | Commons (més fotos) | Dades a WD                    |
| ------ | ---------------------- | -------- | ----------------- | ------- | ------------------------------------------------------------------- | --------- | ------------------- | ----------------------------- |
|        | Sant Jaume Sesoliveres | Igualada | nucli de població |         | 41° 35′ 07″ N, 1° 35′ 21″ E / 41.585333121069°N,1.5892464626076°E   |           |                     | Modifica les dades a Wikidata |
|        | el Pla de la Maça      | Igualada | nucli de població |         | 41° 35′ 07″ N, 1° 35′ 17″ E / 41.5851398802959°N,1.58810066795683°E |           |                     | Modifica les dades a Wikidata |

## plaça
| imatge | Nom                   | Ubicat a | instància de | Detalls                     | coordenades                                                                | Protecció                                  | Commons (més fotos)              | Dades a WD                    |
| ------ | --------------------- | -------- | ------------ | --------------------------- | -------------------------------------------------------------------------- | ------------------------------------------ | -------------------------------- | ----------------------------- |
|        | Plaça Sant Miquel     | Igualada | plaça        | Estil: arquitectura popular | 41° 34′ 41″ N, 1° 37′ 04″ E / 41.5781°N,1.6178°E                           | bé integrant del patrimoni cultural català | Plaça de Sant Miquel (Igualada)  | Modifica les dades a Wikidata |
|        | plaça de l'Ajuntament | Igualada | plaça        |                             | 41° 34′ 43″ N, 1° 37′ 02″ E / 41.5787°N,1.61728°E ca:Plaça de l'Ajuntament | bé cultural d'interès local                | Plaça de l'Ajuntament (Igualada) | Modifica les dades a Wikidata |

## porta de ciutat
| imatge | Nom                     | Ubicat a | instància de    | Detalls                    | coordenades                                                                              | Protecció | Commons (més fotos) | Dades a WD                    |
| ------ | ----------------------- | -------- | --------------- | -------------------------- | ---------------------------------------------------------------------------------------- | --------- | ------------------- | ----------------------------- |
|        | Portal d'en Vives       | Igualada | porta de ciutat | Estil: arquitectura gòtica | 41° 34′ 41″ N, 1° 37′ 00″ E / 41.5780301774066°N,1.61673255957671°E ca:Pg. de les Cabres |           |                     | Modifica les dades a Wikidata |
|        | Portal de la Font Major | Igualada | porta de ciutat | Estil: arquitectura gòtica | 41° 34′ 39″ N, 1° 37′ 05″ E / 41.5776325472654°N,1.61812050561104°E ca:Pg. de les Cabres |           |                     | Modifica les dades a Wikidata |

## xemeneia de fàbrica
| imatge | Nom                                   | Ubicat a | instància de        | Detalls                     | coordenades                                          | Protecció                   | Commons (més fotos)                   | Dades a WD                    |
| ------ | ------------------------------------- | -------- | ------------------- | --------------------------- | ---------------------------------------------------- | --------------------------- | ------------------------------------- | ----------------------------- |
|        | xemeneia de Cal Font                  | Igualada | xemeneia de fàbrica | Estil: arquitectura popular | 41° 34′ 52″ N, 1° 37′ 05″ E / 41.581153°N,1.618107°E | bé cultural d'interès local | Xemeneia de Cal Font                  | Modifica les dades a Wikidata |
|        | xemeneia de la fàbrica de Cal Sistaré | Igualada | xemeneia de fàbrica |                             | 41° 34′ 39″ N, 1° 36′ 36″ E / 41.577622°N,1.610122°E | bé cultural d'interès local | Xemeneia de la fàbrica de Cal Sistaré | Modifica les dades a Wikidata |

## Misc
| imatge | Nom                                         | Ubicat a                            | instància de                                   | Detalls                                              | coordenades | Protecció                                            | Commons (més fotos)                         | Dades a WD                    |
| ------ | ------------------------------------------- | ----------------------------------- | ---------------------------------------------- | ---------------------------------------------------- | --- | ---------------------------------------------------- | ------------------------------------------- | ----------------------------- |
|        | Ajuntament d'Igualada                       | Igualada                            | casa consistorial                              | Arquitecte: Antoni Rovira i Trias Pau Riera i Galtés | 41° 34′ 43″ N, 1° 37′ 04″ E / 41.5787°N,1.61765°E | bé cultural d'interès local                          | Igualada town hall                          | Modifica les dades a Wikidata |
|        | Aqüeducte de l'Espelt                       | Òdena Igualada                      | aqüeducte pont                                 | Estil: arquitectura popular 1821                     | 41° 35′ 31″ N, 1° 36′ 25″ E / 41.5919°N,1.60682°E ca:Av. del Mestre Joan Muntaner                                                                           | bé cultural d'interès local                          | Aqüeducte de l'Espelt                       | Modifica les dades a Wikidata |
|        | Capelleta dedicada a l'Arcàngel Sant Miquel | Igualada                            | fornícula                                      | Estil: arquitectura popular                          | 41° 34′ 40″ N, 1° 37′ 12″ E / 41.5779°N,1.61991°E ca:Plaça del Rei, 8                                                                                       | bé integrant del patrimoni cultural català           | Capelleta dedicada a l'Arcàngel Sant Miquel | Modifica les dades a Wikidata |
|        | Caputxins d'Igualada                        | Igualada                            | convent                                        |                                                      | 41° 34′ 50″ N, 1° 37′ 32″ E / 41.580431°N,1.625539°E |                                                      | Caputxins d'Igualada                        | Modifica les dades a Wikidata |
|        | Casa Francesc Ollé                          | Igualada                            | edifici residencial                            | Estil: modernisme català                             | 41° 34′ 47″ N, 1° 37′ 00″ E / 41.57972717285156°N,1.616716980934143°E ca:Rambla de Sant Isidre, 13                                                          |                                                      |                                             | Modifica les dades a Wikidata |
|        | Conjunt del passatge de Sant Miquel         | Igualada                            | passatge                                       | Estil: arquitectura popular 13rd century             | 41° 34′ 42″ N, 1° 37′ 05″ E / 41.578366°N,1.618115°E ca:Pl. Sant Miquel 313 msnm                                                                            | bé cultural d'interès local                          | Conjunt del passatge de Sant Miquel         | Modifica les dades a Wikidata |
|        | El Rec                                      | Igualada                            | conjunt urbà                                   |                                                      | 41° 34′ 35″ N, 1° 36′ 51″ E / 41.5763053894043°N,1.6141289472579956°E ca:Rec                                                                                |                                                      |                                             | Modifica les dades a Wikidata |
|        | Estació d'Igualada                          | Igualada                            | estació de ferrocarril estació en superfície   | 1978                                                 | 41° 34′ 41″ N, 1° 37′ 48″ E / 41.578°N,1.62998°E |                                                      | Igualada train station                      | Modifica les dades a Wikidata |
|        | Hèrcules                                    | Igualada                            | obra escultòrica                               | Estil: arquitectura neoclàssica                      | 41° 34′ 45″ N, 1° 37′ 08″ E / 41.5791°N,1.61877°E | bé integrant del patrimoni cultural català           | Hèrcules (Igualada)                         | Modifica les dades a Wikidata |
|        | Igualada                                    | Igualada                            | entitat singular de població capital municipal | 41755 hab                                            | 41° 34′ 52″ N, 1° 37′ 02″ E / 41.581111111111°N,1.6172222222222°E 313 msnm                                                                                  |                                                      |                                             | Modifica les dades a Wikidata |
|        | Igualadina Cotonera                         | Igualada                            | fàbrica                                        | 1841 Superfície: 1978 5443m²                         | 41° 34′ 44″ N, 1° 36′ 38″ E / 41.5788°N,1.61044°E ca:Carrer de Joan Abad, 1                                                                                 | bé cultural d'interès nacional                       | Igualadina Cotonera                         | Modifica les dades a Wikidata |
|        | Institut Pere Vives i Vich                  | Igualada                            | institut de Catalunya edifici escolar          | Anomenat per: Pere Vives Vich                        | 41° 35′ 02″ N, 1° 36′ 02″ E / 41.5838°N,1.60061°E ca:av. Emili Vallès, 17, 08700 Igualada                                                                   | bé integrant del patrimoni cultural català           | Institut Pere Vives i Vich                  | Modifica les dades a Wikidata |
|        | Mural dels Moixiganguers                    | Igualada                            | mural                                          |                                                      | 41° 34′ 41″ N, 1° 36′ 57″ E / 41.57802200317383°N,1.6157619953155518°E ca:Sant Faust                                                                        |                                                      |                                             | Modifica les dades a Wikidata |
|        | Muralles d'Igualada                         | Igualada                            | muralla urbana                                 |                                                      | 41° 34′ 40″ N, 1° 37′ 03″ E / 41.5779°N,1.61752°E | bé d'interès cultural bé cultural d'interès nacional | Recinte emmurallat (Igualada)               | Modifica les dades a Wikidata |
|        | Polígon industrial Les Comes                | Igualada                            | polígon industrial                             |                                                      | 41° 35′ 42″ N, 1° 37′ 52″ E / 41.5948756431716°N,1.6312270361414°E                                                                                          |                                                      |                                             | Modifica les dades a Wikidata |
|        | Pont Gran                                   | Igualada Santa Margarida de Montbui | pont                                           | 1895 Travessa: Anoia Estat: bon estat                | 41° 34′ 44″ N, 1° 36′ 28″ E / 41.5788948300008°N,1.60777743280508°E ca:Barri de Sant Maure (Crta. De Valls. C-37, km.0,5. 08710 Santa Margarida de Montbui) |                                                      | Pont Gran (Igualada)                        | Modifica les dades a Wikidata |
|        | Restaurant i Hotel Somiatruitres            | Igualada                            | edifici d'hotel                                |                                                      | 41° 34′ 41″ N, 1° 36′ 50″ E / 41.57807922363281°N,1.6139724254608154°E ca:Sol, 19                                                                           |                                                      |                                             | Modifica les dades a Wikidata |
|        | Roca de la Pedrissa                         | Òdena Igualada                      | muntanya                                       |                                                      | 41° 35′ 58″ N, 1° 37′ 47″ E / 41.5994°N,1.62973889°E 398 msnm                                                                                               |                                                      | Roca de la Pedrissa                         | Modifica les dades a Wikidata |
|        | el Rec d'Igualada                           | Igualada                            | canal                                          |                                                      | 41° 34′ 35″ N, 1° 36′ 56″ E / 41.576359°N,1.615535°E |                                                      |                                             | Modifica les dades a Wikidata |
|        | els Vilars de Tous                          | Igualada                            | jaciment arqueològic                           |                                                      | 41° 21′ 24″ N, 1° 18′ 16″ E / 41.35659461698599°N,1.304356335582631°E                                                                                       | bé integrant del patrimoni cultural català           |                                             | Modifica les dades a Wikidata |
|        | església de la Pietat i escola Pia          | Igualada                            | edifici religiós                               | Estil: arquitectura eclèctica                        | 41° 34′ 50″ N, 1° 36′ 36″ E / 41.580604553222656°N,1.6099209785461426°E ca:Plaça Castells                                                                   |                                                      |                                             | Modifica les dades a Wikidata |
|        | sitja d'Igualada                            | Igualada                            | sitja                                          | Estil: tipus MR 1968 Superfície: 772m²               | 41° 35′ 00″ N, 1° 35′ 34″ E / 41.583222222222226°N,1.592833333333333°E                                                                                      |                                                      |                                             | Modifica les dades a Wikidata |